# Кальянов, Владимир Иванович
Влади́мир Ива́нович Калья́нов (21 июля/3 августа 1908, село Мангуша, Мариупольский округ — 17 марта 2001, Санкт-Петербург) — советский индолог, переводчик «Махабхараты», доктор филологических наук.

## Биография
Окончил восточное отделение Ленинградского историко-филологического института (1932), затем поступил в аспирантуру ЛИФЛИ. Ученик академиков Ф. И. Щербатского и А. П. Баранникова. Работал в Институте востоковедения с 1937 года.
В 1939 году по инициативе академика А. П. Баранникова начал работу над переводом первой книги «Махабхараты», продолжавшуюся даже во время блокады Ленинграда. В июне 1941 года защитил диссертацию «Сложные слова в санскрите», в июле 1941 года ушел добровольцем на Ленинградский фронт, 19 апреля 1942 года демобилизован. В июле 1942 года эвакуирован в Ташкент, где руководил Индийским кабинетом Института востоковедения, в августе 1944 года вернулся в Ленинград на работу в Институт востоковедения. В 1961—1968 годах заведующий Индийским кабинетом, затем (с 1968 года) в секторе Древнего Востока Ленинградского отделения Института востоковедения, с 1985 года на пенсии. Лауреат премии им. Джавахарлала Неру (1974).
За более чем полвека работы подготовил комментированные переводы шести книг «Махабхараты»: «Адипарвы» (кн. 1, 1950), «Сабхапарвы» (кн. 2, 1962), «Виратапарвы» (кн. 4, 1967), «Удьйогапарвы» (кн. 5, 1976), «Дронапарвы» (кн. 7, 1992), «Шальяпарвы» (кн. 9, 1996). Всего тома содержат около 7400 примечаний.
Также подготовил издание «Артхашастры» (1959), переведённой группой индологов в 1930-е годы. Титульный редактор санскритско-русского словаря В. А. Кочергиной (1978) и появился тогда, когда словарь был готов. Препятствовал выходу отдельных томов «Махабхараты», например, «Араньякапарвы».
Перевод «Махабхараты» выполнен прозой; по определению переводчика, с максимальным приближением к оригиналу, развёрнутой передачей сложных слов, с неизбежными буквализмами, стремясь по возможности передать эффект эпической поэзии.

## Обвинения в научной недобросовестности
Исходя из того факта, что Кальянов не был репрессирован, в отличие от нескольких своих коллег, впоследствии его с упрёком и не без основания называли «счастливчиком».
В «Архипелаге ГУЛаг» А. И. Солженицына (часть 4, глава 3) говорится:

 Когда разгромлен был институт буддийской культуры (все видные сотрудники арестованы), а руководитель его, академик Щербатский, умер, — ученик Щербатского Кальянов пришёл ко вдове и убедил отдать ему книги и рукописи умершего — «иначе будет плохо: институт буддийской культуры оказался шпионским центром.» Завладев работами, он часть из них (а также и работу Вострикова) издал под своей фамилией и тем прославился.
Аналогичные обвинения вскользь повторяют Вячеслав Иванов в статье 1992 года «Литература „попутчиков“ и неофициальная литература» и Антеро Киуру в статье «Дхармараджа в контексте эпохи».
В то же время в редакционном послесловии к изданию 1959 года обозначено, что большая часть текста «Артхашастры» переведена Е. Е. Обермиллером, а один раздел — А. И. Востриковым (среди других переводчиков были Ф. И. Щербатской, С. Ф. Ольденбург и Б. В. Семичов). Кальянов в этом издании указан как редактор и автор примечаний.
Переведенный Щербатским и опубликованный в 1923—1925 годах роман Дандина «Приключения десяти принцев» был переиздан в 1964 году с указанием имени переводчика и с примечаниями В. И. Кальянова.
Значительная же часть трудов Щербатского остаётся неопубликованной по сей день.

## Оценка переводов
Работу над переводом с одобрением отметили Джавахарлал Неру, Сарвепалли Радхакришнан и Индира Ганди, а также ряд индийских учёных.
Как говорилось в письме посла Индии в Туркменистане Вирендры Шармы к Владимиру Кальянову, «Нет сомнения, что Ваш перевод „Махабхараты“ является значительным вкладом в мировую литературу. Ваше жертвоприношение в литературу санскрита и Ваша любовь к индологии — большая честь и гордость для всех нас и тех, кто любит индийскую литературу и культуру».
Согласно оценке английского переводчика Ван Бёйтенена, переводы Кальянова выполнены тщательно, хотя присутствуют отдельные огрехи и излишнее следование индийским комментаторам.
Ряд российских индологов утверждали, что переводы Кальянова чрезмерно буквалистичны, антиисторичны и не учитывают контекст. Согласно Я. В. Василькову, «Дух подлинника там и не ночевал».